# Qujing
Qujing (cinese: 曲靖; pinyin: Qǔjìng) è una città-prefettura della Cina nella provincia dello Yunnan.

## Suddivisioni amministrative
- Distretto di Qilin
- Distretto di Zhanyi
- Distretto di Malong
- Xuanwei
- Contea di Fuyuan
- Contea di Luoping
- Contea di Shizong
- Contea di Luliang
- Contea di Huize